# 버린다 톨버트

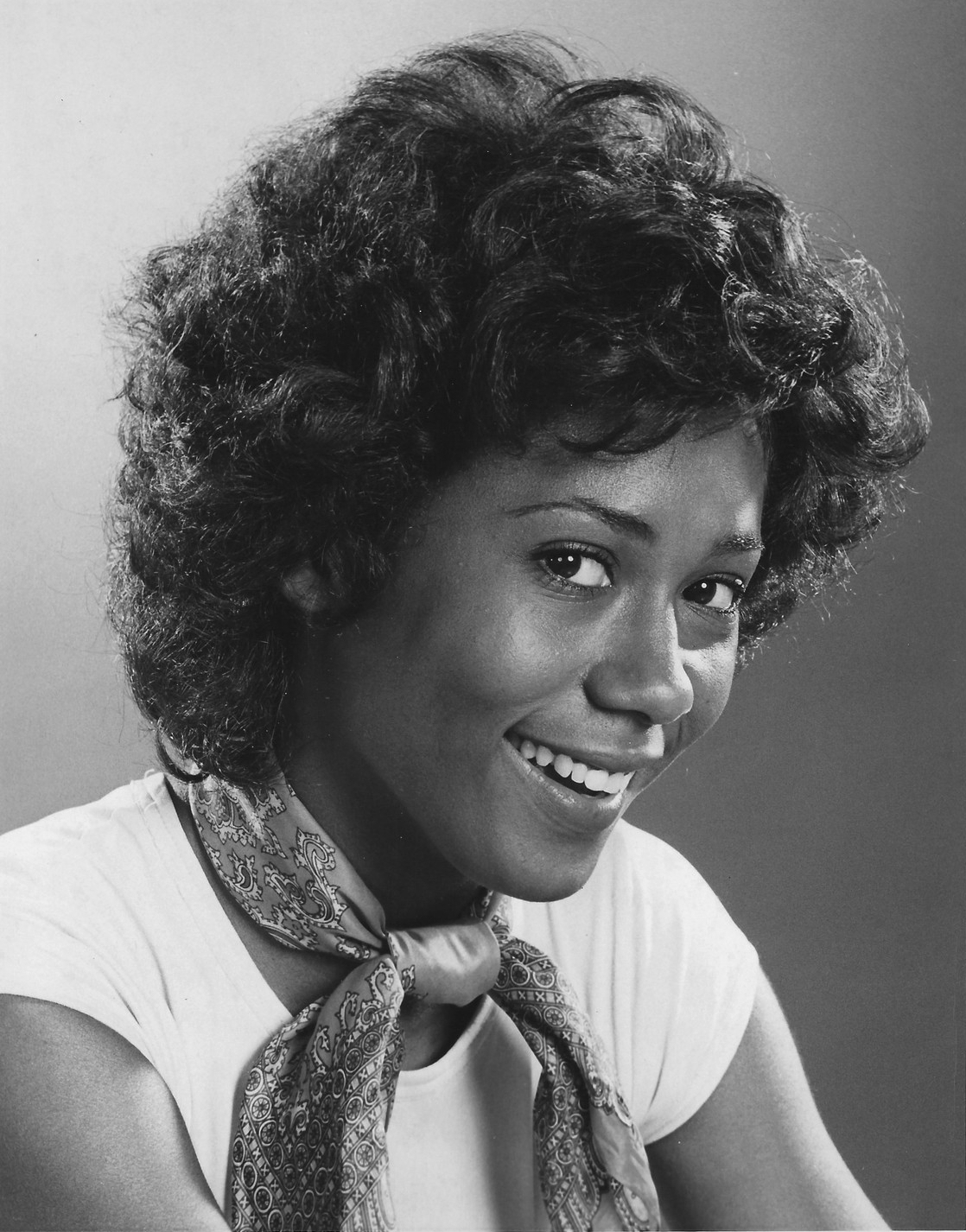

벌린다 톨버트(Berlinda Tolbert, 1949년 11월 4일 ~ )는 미국의 배우이다.
샬럿에서 태어났다.

## 출연 작품
- 라이브! (2007년)
- 스트레인지 프루트 (2004년)
- 위험한 거래 (1994년)
- 패트리어트 게임 (1992년)
- 좋은 친구들 (1990년)
- 할렘 나이트 (1989년)

### 텔레비전
- 꿈꾸는 낙원 (1978년)
- 사랑의 유람선 (1977년)